# 斯特凡·烏羅什二世
斯特凡·烏羅什二世（1253年—1321年10月29日），塞爾維亞國王，1282年至1321年在位。

## 子女
1. 代查恩斯基（約1276年—1331年）
2. 安娜·妮達（英语：Ana-Neda）（？年—1324年）
3. 佐莉卡（英语：Zorica (princess)）（？年—1308年）
4. 康斯坦丁（英语：Stefan Konstantin）（約1283年—1322年）